# Comté de Pike (Missouri)
Pour les articles homonymes, voir Comté de Pike.
Le comté de Pike (en anglais : Pike County) est un comté des États-Unis, situé dans l'État du Missouri. Le comté fut créé en 1818 et nommé en hommage à l'explorateur Zebulon Pike.  Au recensement de 2000, la population était constituée de 18 351 individus. Le siège du comté se situe à Bowling Green.

## Géographie
Selon le bureau du recensement des États-Unis, le comté a une superficie totale de 1 774 km² dont 31 km² en surfaces aquatiques.  

### Comtés voisins
- Comté de Ralls  (nord-ouest)
- Comté de Pike (Illinois)  (nord-est)
- Comté de Calhoun (Illinois)  (est)
- Comté de Lincoln (Missouri)  (sud)
- Comté de Montgomery (Missouri)  (sud-ouest)
- Comté d'Audrain  (ouest)

Le comté de Pike (Missouri) est un des rares comtés des États-Unis qui touche un comté du même nom (mais qui appartient néanmoins à un autre État).

### Routes principales
- U.S. Route 54
- U.S. Route 61
- Missouri Route 79
- Missouri Route 161

## Démographie
Selon le recensement de 2000, la population était constituée de 18 351 individus, 6 451 ménages, et 4 476 familles.  La densité de population était de 11 habitants par km². Il existait 7 493 habitations pour une densité moyenne de 4 habitations par km². La population est composée de 88,4 % de blancs, de 9,17 % d'afro-américains, de 0,24 % d'Amérindiens, de 0,15 % d'asiatiques. Une partie importante des habitants ont une origine allemande, anglaise et irlandaise.
23,40 % de la population a moins de 18 ans, 9,10 % entre 18 et 24 ans, 29,80 % entre 25 et 44 ans, 22,80 % entre 45 et 64, et 15 % plus de 65 ans. L'âge moyen était de 38 ans. La proportion est de 100 femmes pour 119,2 hommes. 

## Villes et cités
| - Annada - Ashburn - Ashley - Bowling Green | - Clarksville - Curryville - Eolia - Frankford | - Louisiana - New Hartford - Paynesville - Tarrants |